# Taufbecken (Fronton)

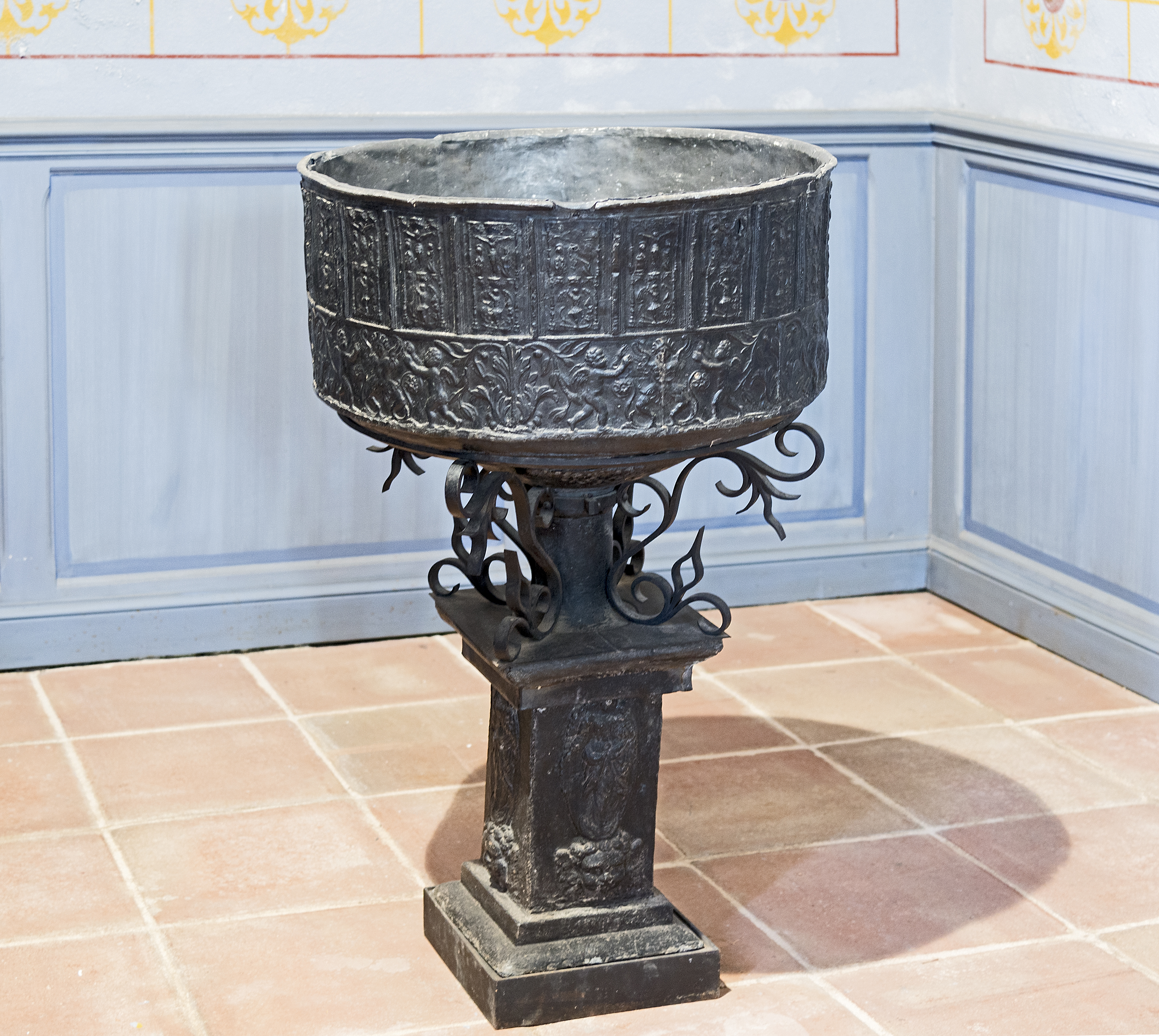
Taufbecken in Fronton

Das Taufbecken in der katholischen Kirche Notre-Dame de l’Assomption in Fronton, einer französischen Gemeinde im Département Haute-Garonne der Region Okzitanien, wurde im 16. Jahrhundert geschaffen. Im Jahr 1926 wurde das Taufbecken im Stil der Renaissance als Monument historique in die Liste der geschützten Objekte (Base Palissy) in Frankreich aufgenommen.
Der Sockel des 1,13 Meter hohen Taufbeckens ist aus Marmor, das Becken aus Blei. Das runde Becken ist außen vollständig mit in das Material getriebenen Reliefs geschmückt. Oben ist 18 Mal die gleiche Kreuzigungsszene zu sehen und unten ist der Erzengel Michael dargestellt, wie er den Drachen besiegt. Die Szene ist von Engeln und Pflanzenmotiven umgeben. 
Am steinernen Sockel ist an allen vier Seiten die Madonna mit Kind dargestellt.